# Triplectides niveipennis
Triplectides niveipennis là một loài Trichoptera trong họ Leptoceridae. Chúng phân bố ở miền Australasia.